# Szegedi Krisztina
Szegedi Krisztina (Kecskemét, 1981. november 29. –) magyar pornószínésznő. Művésznevei: Christina Bella, Christine Roberts, Patty Taylor, Sari Monella és Sandy Wolf.

## Tanulmányai
Fiatalon ritmikus gimnasztikát, zongorázást és lovaglást tanult.

## Életrajz
1999-ben, 18 éves korában kezdte el pornószínésznői pályafutását. Előtte fodrászként dolgozott. 2004 óta saját show-val lépett fel Olaszországban. 2011-ben abbahagyta a pornószínésznői pályafutását.

## Díjak, elismerések
- 2003: FICEB Award: Best Starlet (in The Fetish Garden)[4][6]
- 2004: Venus Award: Best New Starlet Europa[4][7]
- 2005: Jelölés AVN díjra – Female Foreign Performer of the Year[8]
- 2007: Jelölés AVN díjra – Female Foreign Performer of the Year[9]
- 2007: Jelölés AVN díjra – Best Group Sex Scene, Film – Emperor[9]
- 2009: Jelölés AVN díjra – Best All-Girl Group Sex Scene – Top Wet Girls[10]